# Haidar Haidar
Haidar Haidar (în arabă:حيدر حيدر; n. 1936, Husayn al-Baher⁠(d), Al-Sawda Subdistrict⁠(d), Guvernoratul Tartus, Siria – d. 5 mai 2023, Tartus, Siria) a fost un scriitor sirian.

## Opere

### Romane
- Walimah li A'ashab al-Bahr (وليمة لأعشاب البحر) A Feast for the Seaweeds
- Maraya an-Nar (مرايا النار) Oglinzile de foc.
- Az-Zaman al-Muhish (الزمن الموحش) The Desolate Time, 1994.
- Shumous al-Ghajar (شموس الغجر) The Suns of Gypsies, 1996.
- Haql Urjuwan (حقل أرجوان) A Field of Purple, 2000.
- Marathi al-Ayyam (مراثي الأيام), The Elegies of Days, 2001.

### Nuvele
- Al-Wamdh (الومض) The flash, 1970.
- Hakaya an-Nawrass al-Muhajir (حكايا النورس المهاجر) Tales of the Migrating Seagull.
- Ghasaq al-Aalihah (غسق الآلهة) The Dusk of Gods, 1994.
- Al-Faiadhan (الفيضان) The Flood.
- At-Tamawujat (التموجات) The Ripples.

### Alte lucrări
- Awraq al-Manfa (أوراق المنفى) Exile Papers, 1993.
- Olumona (علومنا) Our Sciences.